# فيكورونيوم برومايد
فيكورونيوم برومايد، يباع تحت الاسم التجاري Norcuron، هو دواء يستحدم في التخدير العام لأرخاء العضلات في العمليات الجراحية أو التهوية الميكانيكية. ويستخدم للمساعدة في التنبيب الرغامي , لكن يفضل سكسنيل كولين في حال كنا نحتاج ان يكون المفعول أسرع . يعطى عن طريق حقنة بالوريد . يبداء مفعولة بشكل كامل بعد 4 دقائق ويستمر لمدة ساعة .
الأثار الجانبية قد تتضمن إنخفاض ضغط الدم، الشلل. من النادر حدوث حساسية . غير الواضح إذا ما كان الاستخدام في الحمل آمنًا بالنسبة للطفل. فيكورونيوم هو دواء من عائلة الستيرويد الأميني مانع الوصول العصبي العضلي. يعمل عن طريق حجب عمل أستيل كولين على العضلة الهيكلية. 
تمت الموافقة على استخدام فيكورونيوم في أمريكا في العام 1984 . وصنف في قائمة منظمة الصحة العالمية للأدوية الأكثر أهمية والأكثر فاعلية وأمان في النظام الصحي، يتوفر فيكورونيوم كدواء مكافئ . يباع في أمريكا بسعر أقل من 25 دولار أمريكي للجرعة الواحدة . يمكن أستخدام نيوستغمين أو أتروبين لعكس مفعول فيكورونيوم .

## آلية العمل
يعمل فيكورونيوم من خلال التنافس على مستقبلات الصفراء في لوحة النهاية الحركية وبالتالي ممارسة خواصها التي تساعد على إسترخاء العضلات والتي تستخدم بشكل مساوي للتخدير العام. تحت التخدير المتوازن، الوقت المحتاج للتعافي ينسة 25% من التحكم هو 25-40 دقيقة والوقت المحتاج للتعافي بنسة 95% ما يقارب 45 - 65 دقيقة من بعد إعطاء الجرعة الطبية . يمكن تحسين مفعول المانع العضلي العصبي لفيكورونيوم بستخدام تخدير بالاستنشاق، إذا تم اعطاء فيكورونيوم لمدة 5 دقائق بعد تخدير بالاستنشاق بأسخدام إنفلوران أو، آيزوفلوران أو هالوثان، أو الوصول لحالة الثابتة يمكن تخفض جرعة فيكورونيوم بنسبة 15% من الجرعة الأصلية.
فيكورونيوم مستقلب فعال، يتخلص من هذا الاتسقلاب عن طريق الكلية وقد تزيد مدة الدواء في حال وجود فشل كلوي .

## المجتمع والثقافة
وهو متوفر تجارياً كأمبولات تحتوي على 4 أو 10 ملغ من الدواء في شكل مسحوق يحتاج إلى إذابته في ماء مقطر قبل إعطائه.